# 1-萘甲醛
1-萘甲醛（英語：1-naphthaldehyde，或称为α-萘甲醛）是一种有机化合物，化学式为C11H8O。它可由1-萘甲醇的氧化反应制得。它和丙二腈在甲醇中发生Knoevenagel反应，生成萘-1-亚甲基丙二腈。它和四溴化碳在三苯基膦的存在下于二氯甲烷中反应，可以得到1-(2,2-二溴乙烯基)萘。